# Harman Kardon
Harman Kardon (zapis stylizowany: harman/kardon) – amerykański producent systemów nagłaśniających do domu i car-audio, założony w 1953 roku i będący własnością Harman International Industries, firmy należącej do Samsung Electronics. 
Nazwa firmy pochodzi od nazwisk założycieli – Sidneya Harmana i Bernarda Kardona.

## Historia
W 1958 roku przedsiębiorstwo harman/kardon  jako pierwsze na świecie stworzyło  odbiornik stereofoniczny, a pierwszym produktem był tuner FM.
Główny oddział przedsiębiorstwa mieści się w Northridge w stanie Kalifornia, natomiast wytwarzanie i opracowywanie nowych technologii odbywa się również w Europie, we Francji.

## Główne produkty
- amplitunery AVR
- odtwarzacze DVD
- odbiorniki stereo
- wzmacniacze zintegrowane HK
- nagrywarki i odtwarzacze CD
- zmieniarki CD
- nagłośnienie car-audio